# Völkerschlachtdenkmal (Bad Sülze)

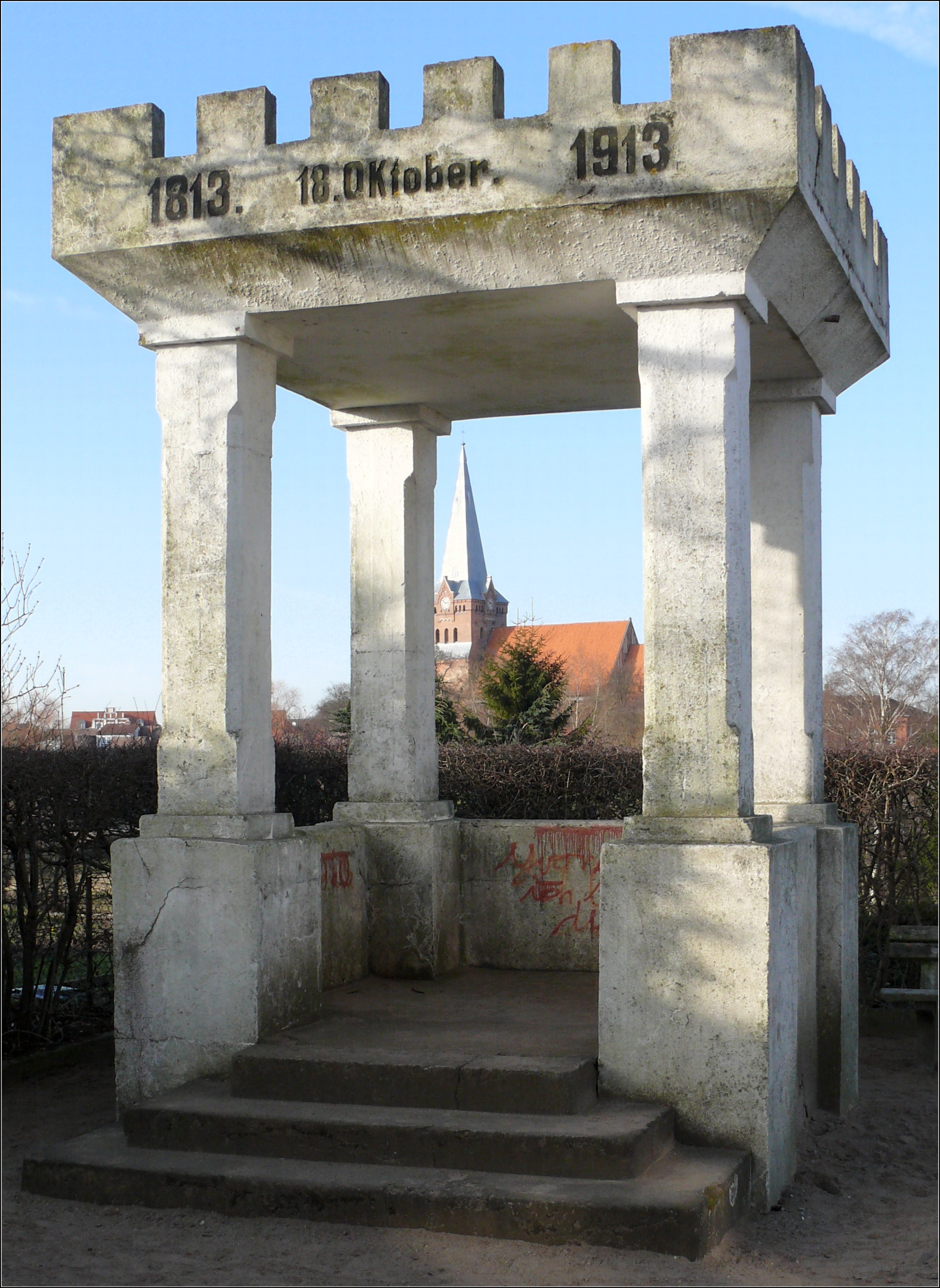
Ansicht von Osten

Das Völkerschlachtdenkmal von Bad Sülze ist ein Denkmal im Landkreis Vorpommern-Rügen in Mecklenburg-Vorpommern. Das Kleindenkmal steht unter Denkmalschutz und ist in der Kreisdenkmalliste mit der Listen-Nr. 10069 erfasst.
Anlässlich des 100. Jahrestages der Völkerschlacht von Leipzig entstanden in zahlreichen Orten Deutschlands Denkmäler, die an das Ereignis erinnern. Während die Völkerschlachtdenkmäler in den Dörfern oft aus schlichten Steinen oder Tafeln bestehen, haben sich einige kleinere Städte für andere Varianten entschieden. Eine solche findet sich in Bad Sülze.
Hier schuf man einen quadratischen Pavillon südlich der Altstadt an der Ecke der Straßen Krähenberg und Am Hang, der einem Bergfried ähnelt. Von dem zinnenbekrönten Türmchen aus hat man einen direkten Blick auf die Altstadt mit der Stadtkirche. Ins Innere des Gedenkortes führen drei Stufen. Über diesem Zugang befindet sich die Inschrift 1813. 18. Oktober. 1913.